# Étienne-Jean-François Borderies
Étienne-Jean-François Borderies (Montauban, 24 gennaio 1764 – 4 agosto 1832) è stato un vescovo cattolico, teologo e letterato francese, autore fra l'altro di inni, cantici e sermoni quaresimali. Lasciò la Francia alla promulgazione della Costituzione civile del clero (1790), cui sempre si oppose, e vi rientrò solamente nel 1795. Fu vicario generale dell'arcidiocesi di Parigi (1819) e vescovo di Versailles dal marzo 1827 alla morte. Per breve tempo (1830) fu anche elemosiniere della Delfina.
Le sue opere sono raccolte nei quattro volumi postumi Œuvres de M. Borderies, évêque de Versailles, précédées d'une notice sur sa vie... (Paris: Potey, [1833-1834]).

## L'inserzione nel testo di Adeste fideles
Nel 1794, Borderies scrisse quella che è certamente la sua più nota opera: le strofe seconda, terza e quarta del famoso inno natalizio Adeste fideles. Le strofe precedentemente redatte da Sir John Francis Wade si trovarono così relegate in quinta, sesta e settima posizione. La probabile ragione di questa inserzione è la scarsa aderenza delle strofe originali alla musica. Le nuove strofe di Borderies hanno invece, come la prima strofa di Wade, una piena aderenza ritmica e semantica alla melodia.
La seconda strofa addita il modello biblico dei pastori ai fedeli partecipanti alla liturgia, creando così un dittico con la prima strofa che a questo tema già preludeva (venite in Bethlehem). Lo sguardo dei fedeli è diretto sui pastori che "ecco, abbandonato il gregge, umili alla culla si avvicinano". Vocati sottende l'itinerario spirituale compiuto dai pastori, ancor più se si accetta la meno nota variante renati, che ha chiare allusioni battesimali. I fedeli sono anch'essi invitati ad affrettarsi "a passo festante".
La terza strofa è ad impianto teologico e ricorda che "vedremo lo splendore dell'Eterno Genitore velato dalla carne". Con queste poche pregnanti parole si ricordano ai fedeli il mistero della natura divina del Figlio e della sua incarnazione, contemplati nella solennità del Natale.
La quarta strofa indulge invece di più allo spirito del tempo e presenta tratti devozionali nella contemplazione della scena evangelica: "Con pii abbracci scaldiamo il per noi indigente che dorme nel fieno". La strofa si conclude con l'antico, già cavalleresco, tema della necessità di amare in cambio chi tanto ci ama.
In sintesi le tre strofe sono dominate, nell'ordine, da tematiche biblica, teologico-patristica, devozionale, e dimostrano le doti di teologo e pastore di mons. Borderies.
Segue il testo latino delle strofe seconda, terza e quarta dell'inno.
En, grege relicto, humiles ad cunas
vocati pastores adproperant.
Et nos, ovanti gradu, festinemus.
Aeterni parentis splendorem aeternum,
velatum sub carne, videbimus
Deum infantem, pannis involutum.
Pro nobis egenum et foeno cubantem
piis foveamus amplexibus.
Sic nos amantem quis non redamaret?

## Genealogia episcopale
La genealogia episcopale è:
- Cardinale Guillaume d'Estouteville, O.S.B.Clun.
- Papa Sisto IV
- Papa Giulio II
- Cardinale Raffaele Sansone Riario
- Papa Leone X
- Papa Paolo III
- Cardinale Francesco Pisani
- Cardinale Alfonso Gesualdo di Conza
- Papa Clemente VIII
- Cardinale Pietro Aldobrandini
- Cardinale Laudivio Zacchia
- Cardinale Antonio Barberini, O.F.M.Cap.
- Cardinale Nicolò Guidi di Bagno
- Arcivescovo François de Harlay de Champvallon
- Cardinale Louis-Antoine de Noailles
- Vescovo Jean-François Salgues de Valderies de Lescure
- Arcivescovo Louis-Jacques Chapt de Rastignac
- Arcivescovo Christophe de Beaumont du Repaire
- Cardinale César-Guillaume de la Luzerne
- Arcivescovo Gabriel Cortois de Pressigny
- Arcivescovo Hyacinthe-Louis de Quélen
- Vescovo Jean-François-Étienne Borderies